# Kevin Dunn
Kevin Dunn (nacido el 24 de agosto de 1955) es un actor estadounidense que ha aparecido en numerosos films como secundario desde los años 80.
Dunn nació en Chicago, Illinois, es hijo de Margaret, una enfermera, y John Dunn, músico y poeta. Su hermana Nora Dunn, también es actriz y comediante. Dunn se graduó en la Illinois Wesleyan University en 1977, y recibió el "honoris causa" en 2008 en el mismo sitio. También estudió en Aurora Central Catholic High School.

## Filmografía
- Catch the Fair One (Willie) (2021)
- Captive State (Jefe de policía Igoe) (2019)
- Trading Paint (Stumpy) (2019)
- Jobs (Gil Amelio) (2013)
- Bajo Cero (Lt. Bob Jent) (2013)
- Transformers 3: El Lado Oscuro de la Luna (Ron Witwicky) (2011)
- Imparable (Oscar Galvin) (2010)
- Transformers 2: La Venganza de los Caídos (Ron Witwicky) (2009)
- Vicky Cristina Barcelona (Mark Nash) (2008)
- Leones por corderos (Howard) (2007)
- Transformers (Ron Witwicky) (2007)
- 11-S: El Origen (Samuel 'Sandy' Berger) (2006)
- Todos los hombres del rey (Alex) (2006)
- Gridiron Gang (Dexter) (2006)
- Extrañas coincidencias (Marty) (2004)
- Stir of Echoes (Frank) (2000)
- Godzilla (Coronel Hicks) (1998)
- Pequeños guerreros (Stuart Abernathy) (1998)
- Snake Eyes (Lou Logan) (1998)
- Picture Perfect (Sr. Mercer) (1997)
- Reacción en cadena (Agente FBI Doyle) (1996)
- Nixon (Charles Colson) (1995)
- Jack Reed: Uno de los nuestros (Phil Brenner) (1995)
- Little Big League (Arthur Goslin) (1994)
- Dave, presidente por un día (Alan Reed)(1993)
- 1492: La Conquista del Paraíso (Capitán Méndez) (1992)
- Chaplin (J. Edgar Hoover) (1992)
- Beethoven's 2nd (Brillo) (1992)
- Hot Shots! (Teniente comandante James Block) (1991)
- Señalado por la muerte (1990)
- Blue Steel (1990) (Stanley Hoyt) (1990)
- La hoguera de las vanidades (Tom Killiam) (1990)

También ha participado en la serie de TV Samantha Who? (Samantha ¿qué? en España) (2007)